# 高定 (三国)
高定（？—225年），《华阳国志》称其为高定元，三國时期人物，越巂（治今四川省西昌市东南）夷王，叟人（又作越嶲夷）首领。
高定部众居住在越巂郡（以今西昌为中心的四川西南地区）。称作“叟帅”（越嶲王）。218年，趁劉備大軍在漢中時，遣軍圍新道縣，結果犍为太守李嚴馳往赴救，擊破高定。
223年，刘备去世后，雍闿在南中发动叛乱，杀死太守正昂，并且在士燮的引诱下，归附东吴并将太守张裔送给东吴，东吴遂以雍闿为永昌太守，在吕凯、王伉的抵抗下，雍闿不能前进，便派孟获煽动诸夷叛乱以响应其行动，高定亦参与雍闿的行动。杀越嶲郡太守龚禄及将军焦璜，自称为王。225年三月，诸葛亮率兵南征，由水路入越嶲，高定在旄牛（今四川汉源县）、台登（今四川省冕宁县泸沽）、定笮（今四川省盐源县）及卑水（今四川省昭觉县、美姑县）筑垒固守，获得雍闿军援。后彼此矛盾，使部曲杀雍闿。七月，于卑水之役战败，高定在诸葛亮的讨伐下被斩杀。

## 藝術形象
在《三國演義》中，高定有一名猛將鄂煥，鄂煥在被魏延擒住後得到諸葛亮善待，因此身為上司的高定也十分感激。此外，諸葛亮又對捉住了的兵士說：「高定部下免死，雍闓部下全殺。」及發放假情報離間雍、高二人，令高定有叛變之意。高定便派鄂煥殺死了雍闓、朱褒後盡收其軍，投降蜀漢，當上益州太守，總涉越雟、建寧、牂牁三郡。